# Каштан, Дрор
Дрор Каштан (ивр. דרור קשטן‎; 1 октября 1944, Петах-Тиква, Центральный округ — 15 января 2024) — израильский футболист, тренер. Выступал на позиции полузащитника в клубах «Хапоэль» (Петах-Тиква) и «Хапоэль» (Кфар-Сава). Сыграл 3 матча в составе национальной сборной. Самый титулованный тренер израильского футбола.
Тренерскую карьеру начал в своём последнем «игровом» клубе — «Хапоэле» (Кфар-Сава). Возглавил сборную в 2006 году, перед началом отборочного цикла на Чемпионат Европы 2008. При Каштане сборная провела 26 матчей, 12 раз победила, 8 раз сыграла вничью и 6 раз проиграла. В марте 2010 года покинул пост наставника сборной и в апреле возглавил клуб «Бней Иегуда». 1 июля официально приступил к работе в клубе.
Умер 15 января 2024 года.

## Достижения

### Как игрок
- Чемпион Израиля: 1962/63

### Как тренер
- Чемпион Израиля: 1981/82, 1986/87, 1992/93, 1995/96, 1997/98, 1999/00
- Обладатель Кубка Израиля: 1984, 1986, 1989, 1996, 2000, 2006
- Обладатель Кубка израильской лиги: 1997-98, 2001-02, 2004-05